# スタンガン高村
スタンガン高村（スタンガンたかむら、1967年 - ）は、日本のプロレスラー、実業家。本名は高村 洋行（たかむら ひろゆき）。静岡市葵区出身。デビュー以来一貫してヒールとして活動している。

## 来歴
1990年代初頭、当時アマチュアプロレス団体であったJWA東海（現：JWA東海プロレス）において、タイガー・ジェット・シンの影響を彷彿とさせる（入場テーマ曲は「サーベルタイガー」）極悪ヒールとして人気となった。
2000年代に入り、本業である電気工事・運送業のかたわら、プロのインディー団体の興行に参戦するようになり、地元の静岡プロレス（2005-2009年）でも活動していた。
2008年からは自身の会社の駐車場などで自主興行も行なっており、2008年8月には鈴木みのるとシングルマッチで激突したり、2009年12月には大仁田厚と有刺鉄線デスマッチを行うなど、大物プロレスラーと対戦する機会もあった。

## 人物
電気グルーヴのピエール瀧（ミュージシャン、マルチタレント）は静岡市立籠上中学校時代の同級生で、一緒にプロレスごっこに興じる仲だった。のちに、静岡プロレスの観戦に来ていた瀧と旧交を温め、エッセイの題材になったり、ピエール瀧のしょんないTVにたびたび出演したりしていた。瀧からは野良レスラーと呼ばれていたが、高村自身もまんざらではなく、「野羅レスラー」というグッズを制作している。2015年頃からは引退をほのめかしており、2019年に瀧が不祥事を起こした際にインタビューを受けた高村の肩書きは「元プロレスラー」となっていた。

## モデルとなった作品
- 『電気グルーヴのメロン牧場 花嫁は死神』（ROCKIN'ON JAPAN連載）
- 『まほろ駅前番外地』第一話（2013年4月、テレビ東京系）
脚本・演出をした大根仁は高村への取材を行なっており[5]、スペシャルサンクスとして電気グルーヴと共にクレジットされた。